# ウーゴ・ブリスエラ
ウーゴ・ブリスエラ（Hugo Rolando Brizuela Benítez、1969年2月8日 - ）は、パラグアイの元サッカー選手。元パラグアイ代表。ポジションはフォワード。

## 来歴
1997年にパラグアイ代表デビュー。コパ・アメリカ1997、1998 FIFAワールドカップにも出場した。2002年までに21試合に出場、3得点をあげた。

## 代表歴

### 出場大会
- パラグアイ代表
  - 1998 FIFAワールドカップ

### 試合数
- 国際Aマッチ 21試合 3得点（1997年-2002年）[1]

| パラグアイ代表 | 国際Aマッチ | 国際Aマッチ |
| 年             | 出場        | 得点        |
| -------------- | ----------- | ----------- |
| 1997           | 6           | 1           |
| 1998           | 6           | 0           |
| 1999           | 0           | 0           |
| 2000           | 4           | 2           |
| 2001           | 4           | 0           |
| 2002           | 1           | 0           |
| 通算           | 21          | 3           |